# Віндем (Огайо)
Віндем (англ. Windham) — селище (англ. village) в США, в окрузі Портадж штату Огайо. Населення — 1666 осіб (2020).

## Географія
Віндем розташований за координатами 41°14′22″ пн. ш. 81°2′22″ зх. д. / 41.23944° пн. ш. 81.03944° зх. д. (41.239522, -81.039507).  За даними Бюро перепису населення США в 2010 році селище мало площу 5,33 км², з яких 5,33 км² — суходіл та 0,01 км² — водойми.

## Демографія
Згідно з переписом 2010 року, у селищі мешкало 2209 осіб у 786 домогосподарствах у складі 598 родин. Густота населення становила 414 особи/км².  Було 1045 помешкань (196/км²).
Расовий склад населення:
| - 91,2 % — білих - 4,5 % — чорних або афроамериканців - 0,2 % — корінних американців - 0,2 % — азіатів |

До двох чи більше рас належало 3,5 %. Частка іспаномовних становила 1,3 % від усіх жителів.
За віковим діапазоном населення розподілялося таким чином: 31,1 % — особи молодші 18 років, 59,3 % — особи у віці 18—64 років, 9,6 % — особи у віці 65 років та старші. Медіана віку мешканця становила 31,6 року. На 100 осіб жіночої статі у селищі припадало 87,8 чоловіків;  на 100 жінок у віці від 18 років та старших — 82,3 чоловіків також старших 18 років.
Середній дохід на одне домашнє господарство  становив 40 556 доларів США (медіана — 37 569), а середній дохід на одну сім'ю — 42 727 доларів (медіана — 40 990). Медіана доходів становила 36 429 доларів для чоловіків та 27 000 доларів для жінок. За межею бідності перебувало 33,6 % осіб, у тому числі 53,8 % дітей у віці до 18 років та 3,4 % осіб у віці 65 років та старших.
Цивільне працевлаштоване населення становило 742 особи. Основні галузі зайнятості: виробництво — 31,8 %, освіта, охорона здоров'я та соціальна допомога — 22,4 %, роздрібна торгівля — 11,2 %, мистецтво, розваги та відпочинок — 10,6 %.